# Lachis
Lachis (lingua ebraica לכיש) era una città cananea della Palestina meridionale, situata sulla riva meridionale del fiume Lakhish, la cui menzione più antica è contenuta nelle lettere di Amarna con il nome di Lakisha.

## Storia
L'insediamento nel sito di Lachis iniziò durante il periodo neolitico della ceramica (5500–4500 a.C.), ma la città cominciò a svilupparsi nella prima età del bronzo (3300–3000 a.C.).
Nella media età del bronzo (2000–1650 a.C.), Lachis divenne una delle principali città della parte meridionale del Levante. Un'imponente struttura di recinzione simile a spalti venne costruita intorno alla città, modellando la forma degli attuali pendii, con alle spalle una cinta muraria fatta di pietre massicce e una grande fortezza di mattoni di fango. 
La città fu poi distrutta da un incendio, ma nella tarda età del bronzo (1550–1200 a.C.) fu ricostruita e si sviluppò lentamente, diventando infine una delle città più grandi e prospere della parte meridionale del Levante. La sua esistenza è attestata col nome di Rakisha in un papiro egiziano del Nuovo Regno. Passò quindi sotto l'impero egiziano costituito dalla XVIII dinastia egizia attraverso le campagne militari del faraone Thutmose III. Datano a questo periodo (circa il 1360-1330 a.C.) le tavolette di Amarna con i nomi dei suoi governatori.
Durante la XX dinastia, l'Egitto cominciò a perdere il controllo del Levante meridionale e Lachis fu completamente distrutta da un incendio intorno al 1150 a.C. Ricostruito l'insediamento dai Cananei, fu presto distrutto da un altro incendio intorno al 1130 a.C. Il sito rimase quindi scarsamente occupato per un lungo periodo, probabilmente in coincidenza di ribellioni o invasioni dei Popoli del Mare.
La ricostruzione della città ebbe inizio nella prima età del ferro, durante il X e il IX secolo a.C.. Fu quindi conquistata da Giosuè, nonostante la resistenza opposta dal suo re Iafia, diventando parte del Regno di Giuda. L'insediamento, non fortificato, fu forse distrutto all'incirca nel 925 a.C. dal faraone egiziano Sheshonq I. Nella prima metà del IX secolo a.C., sotto i re giudei Asa e Giosafat, Lachis divenne un'importante fortezza del regno di Giuda, dotata di massicce mura e bastioni, con un palazzo reale costruito su una piattaforma nel centro della città. Lachis era la prima tra le numerose città fortificate a guardia delle valli che portano dalla costa verso Gerusalemme e verso l'interno.
Nel 701 a.C. (o forse nel 688 a.C.), quando il re assiro Sennacherib mosse contro il regno di Giuda, la città fu assediata ed espugnata e Sennacherib vi ottenne la sottomissione del re Ezechia. Il sito archeologico della città mostra ancora i resti dell'unica rampa d'assedio assira scoperta finora. Sennacherib dedicò poi un'intera sala del suo "Palazzo senza rivali", cioè il palazzo sud-ovest di Ninive, per rappresentazioni artistiche dell'assedio, su grandi lastre di alabastro, con raffigurazioni della città, delle truppe assire, delle rampe d'assedio, degli arieti e di altre macchine da guerra, insieme alla rappresentazione della resa finale della città. Gli scavi moderni del sito archeologico della città, hanno rivelato che gli Assiri costruirono una rampa di pietra e terra battuta fino al livello delle mura di cinta, consentendo così ai soldati di portarsi sopra le mura e assaltare la città.
Lachis fu conquistata e distrutta da Nabucodonosor II nella sua campagna contro il regno di Giuda nel 587 a.C. e i suoi abitanti furono presi in schiavitù come parte della cosiddetta cattività babilonese. Durante l'occupazione babilonese, fu costruita una grande residenza sulla piattaforma che un tempo sosteneva il palazzo reale. Alla fine della prigionia, alcuni abitanti tornarono a Lachis e costruirono una nuova città fortificata.
Conquistata del VI secolo a.C. dai Persiani, fu costruito un grande altare (noto come "Santuario Solare") nella parte orientale. L'insediamento venne definitivamente abbandonato dopo la caduta dell'Impero Persiano nel IV secolo a.C..

## Scavi archeologici
Durante il XIX e gli inizi del XX secolo, Lachis venne identificata con Tell el-Hesi grazie ad una tavoletta cuneiforme trovata in loco (EA 333). La tavoletta è una lettera proveniente da un ufficiale egizio di nome Paapu, il quale riporta informazioni riguardanti un supposto tradimento da parte di un piccolo sovrano locale, Zimredda. Alcuni scavi a Tell el-Hesy vennero condotti da Petrie e Bliss per il Fondo per l'Esplorazione della Palestina durante gli anni 1890 - 1892, e fra le altre scoperte è da ricordare una fornace per la lavorazione del ferro, con scorie e ceneri, databile al 1500 a.C.
Scavi molto più recenti hanno permesso di identificare Tell ed-Duweir come l'antica Lachis senza ombra di dubbio. Campagne di scavo di James Leslie Starkey hanno recuperato un certo numero di ostraca (18 nel 1935, tre nel 1938) dagli ultimi livelli del sito subito prima dell'assedio da parte dei Babilonesi. Queste testimonianze sono l'unico corpus di documenti scritti in Ebraico classico.
Un secondo importante contributo all'archeologia biblica da parte degli scavi di Lachis sono i sigilli LMLK, che venivano apposti sui manici di alcune particolari giare. Gran parte di questi artefatti vennero trovati più in questo sito (oltre 400) che in altri scavi in Israele, mentre Gerusalemme rimane al secondo posto con più di 300 ritrovamenti. Gran parte dei sigilli vennero raccolti dalla superficie durante gli scavi di James Leslie Starkey, ma altri vennero trovati nel livello 1 relativo al periodo risalente all'Impero Persiano e alla Grecia ellenistica, e al livello 2 (periodo precedente alla conquista dei babilonesi di Nabuccodonosor II di Babilonia), e al livello 3 (periodo precedente la conquista assira di Sennacherib). 
Grazie al lavoro di David Ussishkin e al suo team nei loro scavi del 1973 fino 1994, otto di queste giare con sigillo sono state restaurate (Ussishkin, 1983), dimostrando la loro relazione con il regno del sovrano biblico Ezechia.
Nel 2016 vi è stato rinvenuto un pettine, in avorio di elefante, con incisa la più antica scritta mai trovata in alfabeto cananeo.